# 目的税
目的税（もくてきぜい）とは、特定の経費に充てる目的をもって課される租税。目的税は特定財源であるが、普通税でも特定財源であることがある。特別会計にて処理されることも多い。

## 具体的区分
地方税においては、地方税法が「第二章　道府県の普通税」「第三章　市町村の普通税」「第四章　目的税」と明示的に各地方税を普通税と目的税に区分して規定し、さらに目的税については、例えば都市計画税について「市町村は、都市計画法に基づいて行う都市計画事業又は土地区画整理法に基づいて行う土地区画整理事業に要する費用に充てるため、（中略）、当該土地又は家屋の所有者に都市計画税を課することができる。」（第702条）と規定し、特定の費用に充てるため課税する旨を明示している。
一方、地方消費税は、その使途について社会保障費に充てる規定（第72条の106第1項）は、あるが「社会保障費の費用に充てるため」課税する規定はなく、第二章　道府県の普通税に規定されていることからも普通税と区分される。
国税においては、税法上、普通税、目的税の用語はないが、税法において「○○の措置に要する費用に充てるため、××を課する。」という規定があるのが目的税に区分される。消費税は、使途についての規定はあるが、課税目的でないので目的税ではない。また「地方譲与税とするため」は特定の費用ではないので地方揮発油税は目的税ではない。森林環境税も地方譲与税になるが「森林の整備及びその促進に関する施策の財源に充てるため」という規定があるので目的税である。

## 課税主体による分類

### 国の法定目的税
森林環境税・電源開発促進税・復興特別所得税・復興特別法人税

### 地方の法定目的税

#### 道府県
水利地益税・狩猟税・法定外目的税

#### 市町村
水利地益税・共同施設税・国民健康保険税・都市計画税・入湯税・宅地開発税・事業所税・法定外目的税

### かつての道路特定財源
揮発油税・自動車重量税・自動車税は目的税ではなく普通税だが、道路特定財源となっていた。

## 性格による分類
- 価格代替
- 負担配分
- 課税都合

## 論争
道路特定財源の提案時には、目的税制度は一般会計の外に会計を設けるものであり憲法違反であるという論争がなされている。紆余曲折を経て道路特定財源制度は成立した。